# 샨나라 연대기
《샨나라 연대기》(영어: The Shannara Chronicles)는 2016년부터 2017년까지 방영된 미국의 판타지 드라마이다.